# Нарвік (станція)
68°26′30″ пн. ш. 17°26′29″ сх. д. / 68.44174° пн. ш. 17.44136° сх. д.
Нарвік (норв. Narvik stasjon) — залізнична станція, розташована у муніципалітеті Нарвік у Нурланні, Норвегія, на залізниці Уфутенбанен. 
Станція розташована у місті Нарвік, приблизно за 3,7 км від кінцевої точки лінії у порту Нарвік. 
Станція обслуговує три щоденні пасажирські потяги з Кіруни, Лулео та Стокгольма. 
На початок 2020-х ці пасажирські перевезення є під орудою Vy Tåg. 
Станція розташована на висоті 46,6 м над рівнем моря та за 1579,9 км від Стокгольма. 
Була відкрита в 1902 році разом з Офотбаненом і Мальмбананом.
Станція Нарвік є найпівнічнішою станцією у Шенгенській зоні та найпівнічнішою залізничною станцією стандартної колії у світі. 
Це північна кінцева зупинка одного з найвідоміших нічних поїздів Європи. Norrlandståget виходить із Стокгольма близько шостої щодня, досягає Лаппмаркена рано вранці, а потім перетинає гори на кордоні між Швецією та Норвегією , та досягає Уфут-фіорду, на південному березі якого розташований порт Нарвік, куди він прибуває рано вдень. 

Подальша поїздка тільки автобусом. 
Автовокзал Нарвіка розташований приблизно на 1,1 км південніше (68°26′15″ пн. ш. 17°25′20″ сх. д. / 68.43750° пн. ш. 17.42222° сх. д.). 
Автобуси, що прямують на північ, зупиняються також на шосе E6 (68°26′28″ пн. ш. 17°26′5″ сх. д. / 68.44111° пн. ш. 17.43472° сх. д.) за кілька сотень метрів від залізничного вокзалу, але не на вокзалі.

Від автостанції курсують автобуси на південь.